# Scribus

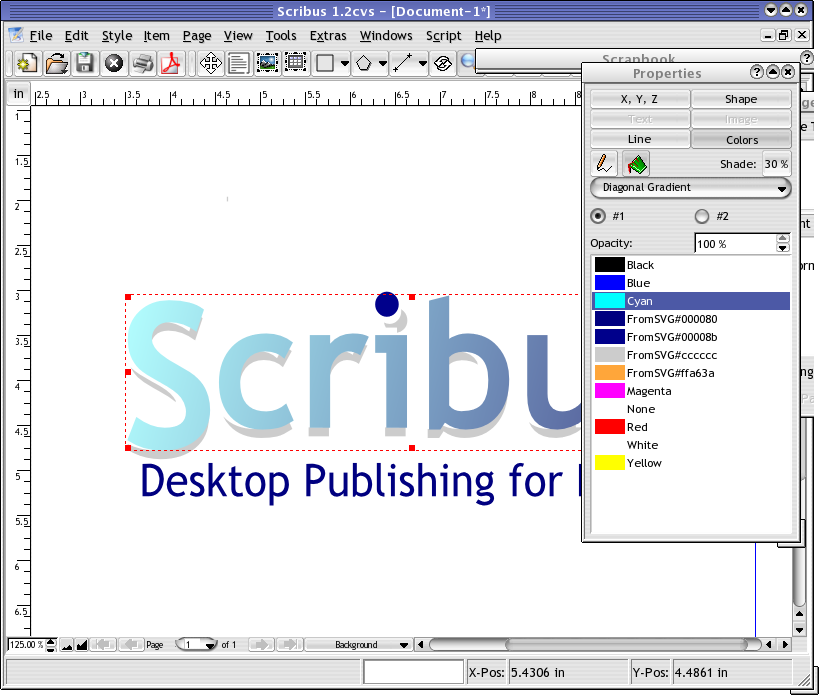
Thiết kế biểu tượng bằng Scribus.

Scribus là phần mềm nguồn mở hỗ trợ dàn trang và xuất bản trên máy. Scribus chạy được trên nhiều hệ điều hành: Windows, Linux và Mac OS X.
Scribus có một số tính năng cao cấp:
- Màu CMYK
- Phân tách
- Kiểm soát màu ICC
- Tạo file PDF linh động.

Phiên bản mới (1.3.6) của Scribus được xây dựng trên mã nguồn ổn định, đặc biệt là giải quyết các vấn đề phát sinh trong việc chuyển từ Qt3 sang Qt4. Một số tính năng mới bao gồm: thêm các hàm Scripter, thêm các màu bố sung cho bảng màu hiện có.
Scribus được lập trình bằng C++ với bộ công cụ Qt, và được phát hành trong một số bản Open CD (đĩa CD giới thiệu các phần mềm tự do).
Trên ZDNet, Scribus được đánh giá là một trong 10 phần mềm văn phòng cần thiết phải có trong Linux.